# نيون ترييز
نيون ترييز هو مغني أمريكي بدأ مسيرته الفنية عام 2005.

## وصلات خارجية
- نيون ترييز على موقع IMDb (الإنجليزية)
- نيون ترييز على موقع ميوزك برينز (الإنجليزية)
- نيون ترييز على موقع رولينغ ستون (الإنجليزية)
- نيون ترييز على موقع أول ميوزيك (الإنجليزية)
- نيون ترييز على موقع ديسكوغز (الإنجليزية)

- الموقع الإلكتروني